# انزلاق الفقار
انزلاق الفقار (بالإنجليزية: Spondylolisthesis)‏ هي حالة تنزلق فيها الفقرة العليا إلى الأمام على الفقرة التي تحتها ويتواجد في كثير من الأحوال في مستوى الفقرة القطنية الخامسة والعجزية الأولى. انحلال الفقار هو المسبب الشائع لهذة الحالة.

## أنواع
يوجد خمسة أنواع من الانزلاق الفقاري.
- مختل التنسج الذي تسببه عيوب خلقية نادره في مفاصل العمود الفقري.
- البرزخي وهو النوع الشائع جداً. ويطلق عليه أيضا كسر انحلال الفقار. ينتج عن كسر في جزء من الفقرة يدعى الجزء بين المفصلي، عادة بين سن السادسة والسادسة عشر، مما يسمح بحدوث الانزلاق في بعض المرضى عند سن الرشد.[1]
- تنكسي وينتج عن مرض تنكسي في القرص والالتهاب المفصلي في مفاصل عمود الفقري.
- الرضحي وينتج عن كسر جزء من الفقرة بخلاف الجزء بين المفصلي. نادر.[2]
- المرضي وينتج عن ورم أو عدوى أكالة للعمود الفقري مما يتسبب في عدم ثبات يؤدي إلى انزلاق.

## تصنيف
تصنف الانزلاقات على أساس النسبة المئوية لانزلاق جسم الفقرة للأمام على جسم الفقرة التي أسفلها.
- الدرجة الأولى تشير إلى انزلاق بنسبة 1 - 24 في المائة.
- الدرجة الثانية تشير إلى انزلاق بنسبة 25 - 49 في المائة.
- الدرجة الثالثة تشير إلى انزلاق بنسبة 50 - 74 في المائة.
- الدرجة الرابعة تشير إلى انزلاق بنسبة 75 - 99 في المائة.
- الدرجة الخامسة تشير إلى انزلاق جسم الفقرة بصورة كاملة من جسم الفقرة التالية.

## أعراض وعلامات
- شد عضلات
- قصوراً في القدرة على المشي
- انحناء مفرط للأمام
- ألم في أسفل الظهر، الفخذين، أو الساقين.
- الإحساس بالوخز
- اخدرار
- وهن الساق

## اقرأ أيضا
- متلازمة المفصل
- آلام الظهر
- تثبيت فقرات